# Reichsleiter
Le grade de Reichsleiter (« gouverneur du Reich »), était le deuxième grade politique le plus élevé du parti nazi, après celui de Führer.
Le titre de Reichsleiter était également un rang paramilitaire, et le grade le plus élevé de toutes les organisations nazies. Les Reichsleiter ne rendaient compte qu'à Adolf Hitler, et en recevaient des ordres pour le domaine dont chacun était responsable.
L'assemblée des dix-huit Reichsleiter constituait le Reichsleitung (direction du Reich) du parti nazi, qui siégeait initialement à la Maison brune de Munich. Chaque Reichsleiter était chargé d'un vaste domaine de responsabilité au sein du parti. Hitler a créé le grade de Reichsleiter le 2 juin 1933 et a nommé seize personnes à ce grade. Par la suite, 6 autres personnes ont été nommées à ce grade entre 1933 et 1938 : von Epp, Frick, Bormann, Lutze, Hierl et Huhnlein.
Certains Reichsleiter ont également été membres du gouvernement du Troisième Reich et sept d'entre eux ont en outre eu le rang de SS-Obergruppenführer, c'est-à-dire de général dans l'organisation SS. Seul Franz Xaver Schwarz, le trésorier du parti, a eu le rang de SS-Oberst-Gruppenführer

Brassard Reichsleiter

## Liste desReichsleiter
|                                                                     |  |  |
| Insigne de grade de Reichsleiter utilisé avant 1939 et en 1939-1945 |  |  |

La liste (qui a fluctué au fil du temps) des dix-huit Reichsleiter:
1. Max Amann : chef de la presse ;
2. Rudolf Hess puis Martin Bormann : chef de la chancellerie du parti (Parteikanzlei) ;
3. Philipp Bouhler : chef de la chancellerie du Führer ;
4. Walter Buch : juge de la cour suprême du parti ;
5. Richard Walther Darré puis Herbert Backe : responsable de la politique agraire ;
6. Otto Dietrich : chef du service de presse du Reich ;
7. Franz von Epp : chef du bureau de la politique coloniale ;
8. Karl Fiehler : chef du bureau des politiques municipales ;
9. Hans Frank : responsable du droit ;
10. Wilhelm Frick : chef du groupe nazi au Reichstag ;
11. Wilhelm Grimm (de) : chef de la seconde chambre du tribunal du parti ;
12. Gregor Strasser puis Joseph Goebbels : responsable de la propagande ;
13. Heinrich Himmler : Reichsfuhrer-SS (chef suprême de la Schutzstaffel, abrégée en SS) ;
14. Gregor Strasser puis Robert Ley : chef de l'organisation du parti nazi ;
15. Ernst Röhm puis Viktor Lutze puis Wilhelm Schepmann : chef d'état-major de la Sturmabteilung (abrégée en SA) ;
16. Alfred Rosenberg : responsable des affaires étrangères ;
17. Baldur von Schirach puis Artur Axmann : chef des Jeunesses hitlériennes ;
18. Franz Xaver Schwarz : trésorier du parti nazi.